# Seznam nosilcev reda Slovenske vojske z zvezdo
Seznam nosilcev reda Slovenske vojske z zvezdo.

## Seznam
(datum podelitve - ime)
- 24. september 1993 - 74. oklepno-mehanizirani bataljon SV

- 25. februar 1998 - Srečko Lisjak

- 11. maj 1998 - Jože Romšek

- 31. maj 2004 - Franc Javornik, Zoran Klemenčič